# Guillaume Trepsat

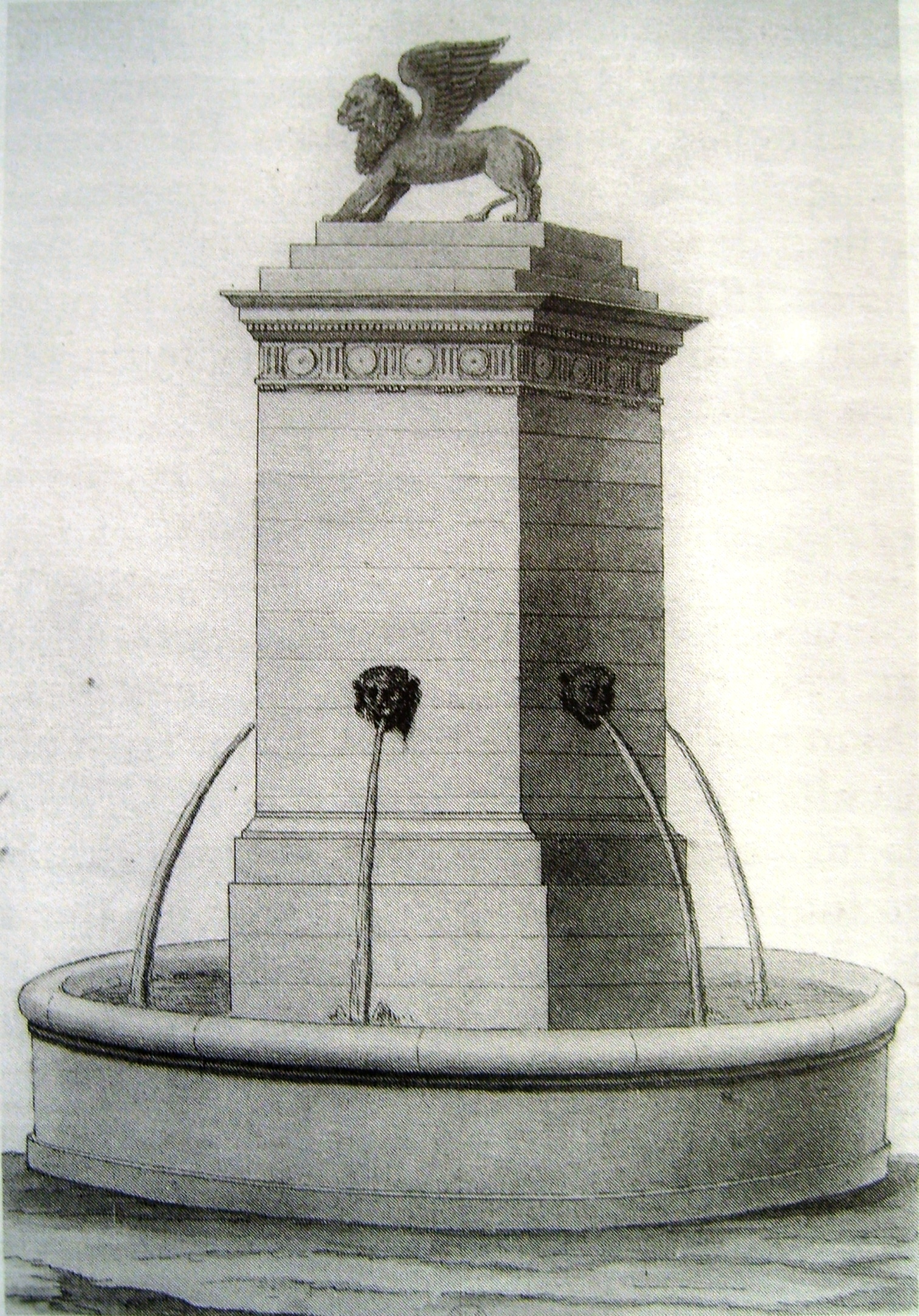
La fontaine des Invalides (1804).

Guillaume Trepsat, né à Aurillac en 1743 et mort en à Paris en novembre 1813, est un architecte français.

## Biographie
Architecte parisien, Guillaume Trepsat fut l'élève de Blondel.

Avant la Révolution française, il reconstruisit le château de Saint-Brice-sous-Forêt (actuel département du Val-d'Oise) pour le fermier général Jean-Louis Loiseau de Béranger.
En 1791, il construisit le théâtre du Marais (dit aussi Théâtre Beaumarchais) sur un terrain situé rue Culture-Sainte-Catherine (ancien emplacement de l'hôtel Poultier, actuellement le no 11 de la rue de Sévigné), près de la Prison de la Force (subsistent quelques éléments de façade). Vers 1800, il construisit le fourneau Rumford de la rue du Mail. Il habitait alors dans la rue de Bourgogne, où il avait édifié deux maisons jumelles en 1772.
Le 24 décembre 1800, il fut l'une des victimes de l'attentat de la rue Saint-Nicaise, au cours duquel il eut une cuisse cassée et dut être amputé. Le Premier consul Napoléon Bonaparte, visé mais manqué par l'attentat, lui ayant demandé quelles avaient été ses pensées au moment de l'attentat, Trepsat lui répondit que « toutes ses pensées, toutes ses espérances s'étaient tournées sur le grand homme qui venait d'échapper au plus noir et au plus mal concerté de tous les complots ». Cette preuve de loyalisme lui valut un secours de 4.500 francs, la Légion d'honneur ainsi que la place d'architecte en chef des Invalides. Selon Constant, Napoléon aurait décoré le blessé en lui disant « qu’il y avait longtemps qu’il était le plus invalide des architectes ».

Trepsat conserva sa place sous le Premier Empire et fut nommé « architecte des bâtiments de la couronne », au même titre que ses illustres confrères Fontaine et Lepère, ce qui lui permit de diriger des travaux au château de Versailles et au Grand Trianon.
En 1804, il édifia la fontaine des Invalides.
En 1805, Napoléon le chargea de réaménager le château de Rambouillet. Il fit abattre l'aile est sous prétexte qu'elle était lézardée, ce qui, entre autres dégâts, défigura à jamais l'ordonnance de la cour d'honneur. Pour tenter de réparer sa bévue, il fit ensuite reconstruire la tourelle orientale qu'il avait fait démolir. À la suite de cette intervention, il fut remplacé par Famin.
Trepsat resta l'architecte des Invalides jusqu'à sa mort, en 1813.